# Нинлин
Нинли́н (кит. упр. 宁陵, пиньинь Nínglíng) — уезд городского округа Шанцю провинции Хэнань (КНР).

## История
Уезд был создан при империи Хань в 122 году до н. э.
В марте 1949 года был образован Специальный район Шанцю (商丘专区), и уезд вошёл в его состав. В декабре 1958 года Специальный район Шанцю был присоединён к Специальному району Кайфэн (开封专区), но в 1961 году был воссоздан . В 1968 году Специальный район Шанцю был переименован в Округ Шанцю (商丘地区).
В июне 1997 года были расформированы город Шанцю, уезд Шанцю и округ Шанцю, и был образован городской округ Шанцю.

## Административное деление
Уезд делится на 6 посёлков и 8 волостей.